# Argythamnia sitiens
Argythamnia sitiens är en törelväxtart som först beskrevs av Townshend Stith Brandegee, och fick sitt nu gällande namn av John William Ingram. Argythamnia sitiens ingår i släktet Argythamnia och familjen törelväxter. Inga underarter finns listade i Catalogue of Life.